# جانیا کوگا
جانیا کوگا (به انگلیسی: Junya Koga) (زادهٔ ۱۹ ژوئیهٔ ۱۹۸۷) شناگر اهل ژاپن است.